# Грицаєнко Віталій Миколайович
Віталій Миколайович Грицаєнко (3 серпня 1990, м. Полтава, Українська РСР, СРСР — 19 березня 2022, м. Маріуполь) — український військовослужбовець, капітан (посмертно) Національної гвардії України, заступник командира окремого загону спеціального призначення НГУ «Азов» з бойової та спеціальної підготовки, учасник російсько-української війни, що загинув під час російського вторгнення в Україну 2022 року, Герой України (2022, посмертно).

## Життєпис
Народився 3 серпня 1990 року у м. Полтаві. Закінчив Полтавську ЗОШ № 20 ім. Бориса Серги (1997—2008). Навчався в Харківському національному університеті внутрішніх справ за спеціальністю «Право». Мешкав у м. Харкові, працював дільничним інспектором у райвідділку.
З 2014 року добровольцем (військове звання — єфрейтор) брав участь в АТО та ООС. Обіймав військову посаду навідника вогневого розрахунку мінометного взводу в м. Маріуполі. За чотири роки служби виріс до старшого лейтенанта, був призначений на посаду заступника командира з бойової та спеціальної підготовки окремого загону спеціального призначення НГУ «Азов» Національної гвардії України.
27 лютого 2022 року бойові кораблі російської федерації розпочали обстріл узбережжя Азовського моря в районі м. Маріуполя з подальшими спробами висадки морського десанту. Одними з перших бій прийняли морські піхотинці Збройних Сил України, які відбили три спроби загарбників ступити на берег. Зазнавши значних втрат, вони змушені були відступити для проведення перегрупування. Прикриття їхнього відходу та тимчасове утримання берегових рубежів було доручено групі військовослужбовців ОЗСП НГУ «Азов», до складу якої входив старший лейтенант Грицаєнко. Упродовж 48 годин вони відбили чотири спроби висадки морського десанту ворога та завдали йому суттєвих втрат. Зокрема, старший лейтенант Грицаєнко особисто знищив 9 загарбників.
1 березня 2022 року, близько 16:30, противник здійснив чергову спробу прориву оборони м. Маріуполя. З боку села Калинівка висунулось 9 танків та близько роти живої сили ворога. Під час бою «Гоголь» особисто знищив ворожий танк з РПГ-22, а зі стрілецької зброї — близько двох десятків російських піхотинців. Його підлеглі знищили три ворожі танки палали за хвилину після того, як вони вступили в бій. Після цього окупанти здійснили спробу обійти позиції українців з флангу, проте саме там старший лейтенант Грицаєнко заздалегідь установив протитанкові міни, тож ще три російські танки було знищено. Решта спробували відступити, проте вдало обрані позиції та чітко розподілені завдання дали гвардійцям змогу знищити решту бронетехніки противника. Ворожу колону було розбито повністю.
15 березня 2022 року старший лейтенант Віталій Грицаєнко знову отримав завдання блокувати пересування сил ворога — за даними розвідки, вони були незначні, до взводу. Проте близько 11.00 гвардійці нарахували 12 одиниць бронетехніки різних типів, включаючи три самохідні артилерійські установки, дві реактивні системи залпового вогню «Град», а чисельність ворожих бійців складала близько 2 рот. Попри значну перевагу противника у живій силі, військовослужбовці вступили у бій. Заставши окупантів зненацька, упродовж перших 10 хвилин вони знищили три БТР-8, чотири бронемашини «Тигр», одну бронемашину «Рись» та три десятки російських солдатів. Упродовж двох годин, до прибуття підмоги, гвардійці тримали свої позиції, а після влучної роботи артилерії перейшли у контрнаступ та змусили противника відступити. В тому бою старший лейтенант Грицаєнко особисто знищив 2 ББМ «Тигр», до відділення живої сили, а після контрнаступу взяв у полон російського офіцера.
У ніч на 19 березня 2022 року група військовослужбовців «Азову», до складу якої входив старший лейтенант Віталій Грицаєнко, здійснила успішний рейд в тил противника. В результаті було виявлено та знищено ворожий командний пункт, підірвано один тиловий склад та один склад з боєприпасами. Також наші воїни знищили 1 танк, 2 БТР та близько взводу живої сили ворога, переважно офіцерів. Під час запеклого бойового зіткнення у Лівобережному районі міста Маріуполя, офіцер зазнав тяжких поранень. Осколок міни влучив йому прямо в лице в результаті чого він миттєво помер.
Церемонія прощання із заступником командира полку «Азов» Віталієм Грицаєнком, який у березні загинув під час оборони м. Маріуполя пройшла біля Свято-Успенського кафедрального собору.
Прощання азовців із загиблим відбулася 3 листопада 2022 року на базі «Атек» у м. Києві. Наступного дня його тіло було кремовано на Байковому кладовищі. Чин прощання відбувся у неділю 6 листопада у Полтаві біля Свято-Успенського кафедрального собору. Поховали Віталія Грицаєнка на Алеї Слави міського кладовища Полтави.

## Родина
Залишився батько, Микола Грицаєнко, який працює головним інженером Полтавського академічного обласного українського музично-драматичного театру імені Миколи Гоголя .
Дружина Вікторія Грицаєнко та син Святослав.
Після смерті два місяці рідні не могли поховати тіло загиблого воїна Віталія Грицаєнка. Його не вдавалося вивезти із заводу «Азовсталь», що в м. Маріуполі. Довідку про смерть чоловіка, дружина Вікторія Грицаєнко, отримала 3 квітня 2022 року. Віталій та Вікторія були разом 10 років. Познайомилися у м. Харкові, а останні декілька років мешкали в м. Маріуполі. У шлюбі, 2018 року, у них народився син.
Дружина Вікторія згадувала про свого чоловіка:
|  | «Він мені пояснював: "Я вирватися звідти не зможу. Я в полон не здамся. Зброю я ніколи не покину. Ми будемо стояти до останнього". Чоловік зміг мені дістати бензин, завдяки йому, я ж кажу, ми змогли всією сім'єю виїхати. Дорога була дуже складна, дуже багато трупів бачили, люди в своїх же подвір'ях копали ями, закопували. Син задає питання: "Мамо, ти ж обіцяла, що тато повернеться. Коли він приїде? Я сумую". Я йому пояснила, що тато на небі. Він тепер служить на небі і світить нам зірочками. Він завжди казав: "Я тебе кохаю, кохаю і буду кохати». |

## Нагороди
- звання «Герой України» з врученням ордена «Золота Зірка» (2022, посмертно) — за особисту мужність і героїзм, виявлені у захисті державного суверенітету та територіальної цілісності України, вірність військовій присязі[6].
- медаль «За військову службу Україні» (2017) — за особисту мужність і самовіддані дії, виявлені у захисті державного суверенітету та територіальної цілісності України, зразкове виконання військового обов'язку[7].
- відзнака МВС України — Медаль «Захиснику України» з нагрудним знаком за службу (2017);
- відзнака Президента України «За участь в антитерористичній операції» (2016);
- медаль «Захисника Маріуполя» (2015);
- нагородний пістолет «Форт-17» (2019).

## Вшанування пам'яті
У Полтавській міськраді на стіні загальноосвітньої школи № 20, де він навчався, у квітні 2023 року, було відкрито меморіальну дошку з таким текстом: «У цьому закладі навчався Віталій Грицаєнко, позивний „Гоголь“ (03.08.1990 — 19.03.2022). Герой України (посмертно), капітан, заступник командира ОЗСП „Азов“. Загинув у м. Маріуполі, захищаючи державний суверенітет та територіальну цілісність України, стримуючи військову агресію РФ».
20 серпня 2022 року, пам'ять загиблого воїна було вшановано в ході фотовиставки в м. Полтаві, яка була присвячена загиблим воїнам полку «Азов».
На початку 2023 року, за ініціативи Віри Литвиненко, матері загиблого в м. Маріуполі Владислава Литвиненка (позивний «Вектор»), яка стала ініціатором і керівником проєкту зі вшанування подвигу «Азовців», керівниці «Програми з підтримки родин загиблих в „Азові“ та вшанування й увічнення їх подвигу» Вікторії Грицаєнко, дружини загиблого в м. Маріуполі Героя України Віталія Грицаєнка (позивний «Гоголь»), заступника командира полку «Азов», подвиг Віталія Грицаєнко вшанували, розмістивши його портрет на вулицях міста Полтави. Виставки з портретом Героя також були відкриті у містах Києві та Полтаві.
У місті Полтава 12 грудня 2023 року на 45-й позачерговій сесії Полтавської міської ради депутати ухвалили рішення про перейменування проспекту Першотравневий на проспект Віталія Грицаєнка.
На спортивній базі Національного університету «Полтавська політехніка імені Юрія Кондратюка» наприкінці лютого 2024 року пройшов Чемпіонат Полтавської області з кікбоксингу WAKO, присвячений пам’яті загиблого захисника Віталія Грицаєнка.
28 липня на сесії Полтавської обласної ради депутати підтримали найменування Полтавського ліцею з посиленою військово-фізичною підготовкою на честь захисника ГЕРОЯ України Віталія Грицаєнка. Ліцей створений на виконання рішення пленарного засідання двадцять третьої сесії Полтавської обласної ради восьмого скликання від 30 травня 2023 року № 635 «Про створення Полтавського ліцею з посиленою військово-фізичною підготовкою Полтавської обласної ради».